# Carablanc pectoral
El carablanc pectoral (Aphelocephala pectoralis) és una espècie d'ocell de la família dels acantízids. És endèmic d'Austràlia Meridional, on viu a altituds d'entre 0 i 380 msnm. El seu hàbitat natural són els terrenys rocosos i oberts. Es nodreixen de llavors i artròpodes. Està amenaçat pel sobrepasturatge, la mineria i la sequera. El seu nom específic, pectoralis, significa 'pectoral' en llatí.